# Списък на царете на Микена
Това е списък на царете на Микена.

## Митически царе на Микена
- Персей – 14 век пр.н.е. Основател на Микена. Герой произлизащ от царска фамилия в Аргос.
- Електрион – 14 век пр.н.е. Син на Персей и Андромеда.
- Амфитрион – 14 век пр.н.е. Зет, племенник и убиец на Електрион. Женен за дъщеря му Алкмена. Вероятно син на сина на Персей – Аклей.
- Стенел – 14 век пр.н.е. Син на Персей и Андромеда. Чичо на Амфитрион.
- Евристей – 13 век пр.н.е. Син на Стенел и Никипа.
- Атрей – 13 век пр.н.е. Вуйчо на Евристей. Син на Пелопс и брат на Никипа.
- Тиест – 13 век пр.н.е. Брат-близнак на Атрей.
- Агамемнон – 12 век пр.н.е. Племенник на Тиест и син на Атрей и Аеропа. Брат на Менелай.
- Егист – 12 век пр.н.е. Братовчед на Агамемнон и Менелай. Син на Тиест и дъщеря му Пелопия. Баща на Алет.
- Алет или Менелай – 12 век пр.н.е. Те са Танталиди.
- Орест – 12 век пр.н.е. Син на Агамемнон и Клитемнестра.
- Тисамен – 12 век пр.н.е. Син на Орест и Хермиона. Внук на Агамемнон и Менелай.

Страната е завладяна от Темен от рода на Хераклидите и се управлява от Аргиверите.